# Wuenheim
Wuenheim es una comuna francesa situada en la circunscripción administrativa de Alto Rin y, desde el 1° de enero de 2021, en el territorio de la Colectividad Europea de Alsacia, en la región de Gran Este.
Está ubicada en la región histórica y cultural de Alsacia.

## Demografía
| 654 | 693 | 718 | 756 | 800 | 850 | 800 |
| Para los censos de 1962 a 1999 la población legal corresponde a la población sin duplicidades (Fuente: INSEE [Consultar]) |     |     |     |     |     |     |